# Dromaeosauroides bornholmensis
Il dromeosauroide (Dromaeosauroides bornholmensis) è un presunto dinosauro carnivoro, forse appartenente ai dromeosauridi. Visse nel Cretaceo inferiore (Berriasiano, circa 140 milioni di anni fa) e l'unico resto fossile rinvenuto, un dente, è stato trovato in Danimarca. È il primo dinosauro descritto in Danimarca.

## Classificazione
Questo dinosauro è noto esclusivamente per un dente, scoperto nella formazione Jydegaard, nella parte sudoccidentale dell'isola di Bornholm, in Danimarca. Il fossile, scoperto nel 2000 dalla diciottenne studentessa di geologia Eliza Jarl Estrup, è stato poi studiato da Per Christiansen e Niels Bonde, che nel 2003 descrissero un nuovo genere e una nuova specie di dinosauro teropode, Dromaeosauroides bornholmensis. Il dente è lungo circa 2 centimetri, e dalla forma e dimensioni si suppone provenisse dalla parte anteriore della mandibola.
La forma è allungata, leggermente appiattita con una sezione ovale, e ricurva con una improvvisa piega all'indietro. I margini taglienti sono finemente seghettati, e la parte anteriore risulta notevolmente usurata. Ciò indica che il dente fu probabilmente sostituito quando l'animale era in vita. La forma squadrata la distanza fra i denticoli della seghettatura (circa sei in un millimetro) sono note solo nei dromeosauridi, un gruppo di dinosauri carnivori molto vicini all'origine degli uccelli, i cui rappresentanti più noti erano Velociraptor e Deinonychus. Nel 2008 è stato rinvenuto negli stessi luoghi un secondo dente di dromeosauride, lungo circa 15 millimetri, ed è stato anch'esso riferito a Dromaeosauroides. 